# Новак Пивашевић
Новак Пивашевић (Горњи Вијачани, код Прњавора, 1904 – Стара Дубрава, код Бања Луке, јул 1942) био је учесник Народноослободилачке борбе и народни херој Југославије.

## Биографија
Родио се у селу Горњи Вијачани, код Прњавора 1904. године у сиромашној сељачкој породици. Рано је напустио кућу и запослио се у теслићком предузећу „Борја” где је радио на сечи шуме. Ту се срео са радничким покретом и касније постао активиста. Након паитулације југословенске војске и стварања Независне Државе Хрватске организовао је отпор у окупатору у Броју и на Црном Врху. По задатку партије отишао је на терен Мотајице да тамо помогне ширењу устанка. Истакао се у нападу на Хрваћане, затим у борби против усташког батаљона који је предводио злогласни Анте Мошков и на Ножичком.
Када је формиран Четврти крајишки одред, Новак је постављен за команданта трећег батаљона у фебруару 1942. године. У батаљону је остао до јуна када се разболео. Болесног су га заробили четници и затворили у Јошавки. Стрељан је у Старој Дубрави, код Бања Луке почетком јула 1942. године.
Указом Председништва Антифашистичког већа народног ослобођења Југославије (АВНОЈ) 26. јула 1945. постхумно је одликован Орденом заслуга за народ првог реда. Указом Президијума Народне скупштине ФНР Југославије 20. децембра 1951. проглашен је за народног хероја.